# 'Tis a Pity She Was a Whore
Singles de David Bowie
Love Is Lost
(décembre 2013) Sue (Or in a Season of Crime)
(novembre 2014)
'Tis a Pity She Was a Whore est une chanson de David Bowie parue en single le 10 novembre 2014.
Ce single est uniquement édité de manière numérique. Une semaine après sa sortie, la chanson apparaît en face B du single physique Sue (Or in a Season of Crime). Une version réenregistrée en 2015 figure sur l'album Blackstar. La version originale de la chanson est la démo de Bowie, sur laquelle il joue de tous les instruments, alors qu'il est accompagné sur Blackstar de son groupe mené par Donny McCaslin.
Son titre est presque identique à celui de la pièce de John Ford Dommage qu'elle soit une putain ('Tis Pity She's a Whore), publiée en 1633.

## Musiciens
Version de 2014 :
- David Bowie : chant, guitares, saxophone ténor, piano, synthétiseurs, boîte à rythmes

Version de 2015 :
- David Bowie : chant, chœurs
- Donny McCaslin : saxophone ténor
- Jason Lindner (en) : claviers
- Tim Lefebvre (en) : basse
- Mark Guiliana : batterie, échantillonneur
- Erin Tonkon : chœurs